# Cis fuscipes
Cis fuscipes é uma espécie de insetos coleópteros polífagos pertencente à família Ciidae.
A autoridade científica da espécie é Mellie, tendo sido descrita no ano de 1848.
Trata-se de uma espécie presente no território português.